# 大斜鿿
大斜鿿是中国广东省广州市从化区的一个自然村。在江埔街道北面约2千米，属上罗村管辖。清乾隆元年（1736年），族人自河源柚木迳迁移至此。因此地地势较高、山崖陡峭、斜坡较多，因此取名为大斜鿿。1998年时，全村人口450人。